# 2898 Неуво
2898 Неуво (2898 Neuvo) — астероїд головного поясу, відкритий 20 лютого 1938 року.
Тіссеранів параметр щодо Юпітера — 3,394.